# Diversidade sexual no Oriente Médio

Dentre os catorze países e territórios da região geográfica chamada de Oriente Médio, onze possuem legislação que criminaliza as relações sexuais entre pessoas do mesmo gênero. Dentre estes, quatro oficialmente autorizam a pena de morte e, outro, pune apenas relacionamentos entre homens.
 Arábia Saudita - Barém -
Chipre -
Emirados Árabes Unidos - Iémen - Irão - Iraque - Israel - Jordânia - Kuwait - Líbano - Omã - Palestina - Qatar - Síria -
Turquia

## Arábia Saudita
- Pune? Sim.
- Pena: Pena de morte.
- União civil? Não.
- Protege de discriminação? Não.

## Barém
- Pune?: Sim
- Pena: Até dez anos de prisão.
- União civil? Não.
- Protege de discriminação? Não.

## Catar
- Pune? Sim.
- Pena: Cinco anos de prisão ou mais.
- União civil? Não.
- Protege de discriminação? Não.

## Chipre
- Pune? Não.
- União Civil: Sim.
- Protege de discriminação? Protege de algumas discriminações.

## Emirados Árabes Unidos
- Pune? Sim.
- Pena: Pena de morte ou deportação.
- União civil? Não.
- Protege de discriminação? Não.

## Iémen
- Pune? Sim
- Pena: Pena de morte.
- União civil? Não.
- Protege de discriminação? Não.

## Irã
- Pune? Sim.
- Pena: Pena de morte.
- União civil? Não.
- Protege de discriminação? Não.

## Iraque
- Pune? Não.
- União civil? n/a
- Protege de discriminação? n/a

## Israel
- Pune? Não, desde 1988.
- União civil? Reconhecida desde 1993.
- Protege de discriminação? Protege de algumas discriminações.

## Jordânia
- Pune? Não, desde 1951.
- União civil? n/a
- Protege de discriminação? Não.

## Kuwait
- Pune? Sim.
- Pena: De multa a dez anos de detenção.
- União civil? Não.
- Protege de discriminação? Não.

## Líbano
- Pune? Sim.
- Pena: De multa ou mais de um ano de prisão.
- União civil? Não.
- Protege de discriminação? Não.

## Omã
- Pune? Sim.
- Pena: Três anos ou mais de detenção
- União civil? n/a
- Protege de discriminação? Não.

## Palestina
- Pune? Homossexualidade masculina ilegal na Faixa de Gaza, mas legal na Cisjordânia desde 1951.
- Pena: Dez anos de prisão na Faixa de Gaza, sem penalidade na Cisjordânia.
- União civil? n/a
- Protege de discriminação? n/a

## Síria
- Pune? Ilegal na maior parte do território sírio, porém não é punido no Curdistão Sírio (Rojava).
- União civil? Não.
- Protege de discriminação? Não.

## Turquia
- Pune? Não, desde 1858 com o Tanzimat.
- União civil: Não.
- Protege de discriminação Não.